# 马里乌斯·盖尔曼
马里乌斯·盖尔曼（羅馬尼亞語：Marius Gherman，1967年7月14日—），罗马尼亚男子竞技体操运动员。他曾代表罗马尼亚参加1988年和1992年夏季奥林匹克运动会体操比赛，其中1988年奥运会获得一枚铜牌。